# František Volf
František Volf (Třeboň, 1897. december 1. – České Budějovice, 1983. július 3.) cseh író és autodidakta képzőművész.

## Élete
1909-1917 között a třebonyi gimnázium tanulója, majd 1917-1918-ban a prágai Cseh Egyetem jogi karán folytatta tanulmányait. 1918-ban oběslavi tanítóképzőn tett kiegészítő érettségi vizsgát. 1925-1928 között a Comenius Egyetemen tanult. 
1918-1919-ben a Treboň-brannái népiskola segédtanítója, 1919-1922 között Biccsén, 1922-1929 között Donányban tanított, 1929-1930-ban a cseklészi népiskola igazgatója, 1930-1938-ban Pozsonyban és 1938-1942 között pedig Prága-Dolní Chabryban tanított. 1942-től csak festészettel foglalkozott, Prágában és Třebonyban.
Népiskolai tankönyvek, olvasókönyvek és pedagógiai kiadványok készítésével foglalkozott. Az 1920-as években Josef Pospíšillel a Slovenskou otčinou újság, Štefan Krčméryvel a Včelka lapot, a Československé ráno folyóiratot pedig önállóan adta ki. Josef Pospíšillel több más gyerekkönyvet, illetve színdarabokat és népi irodalmi válogatásokat is írt. František Tichý volt hatással művészetére, kubista alkotásokat is készített.

## Művei
- 1925 Zo starej mošovskej školy (tsz. Josef Pospíšil)
- 1925 Podhradský knihomil (tsz. Josef Pospíšil)
- 1930 Stará báj. Színdarab (tsz. Josef Pospíšil)
- 1931 Slovenské obrázky 1 (tsz. Josef Pospíšil)
- 1936 Víťazný pochod. In: Devín IV - Vlastivedné čítanie o Bratislave a o jej susedných okresoch
- 1938 Turecká vojna (tsz. Vladimír Plicka)
- Ráno. Színdarab

## További irodalom
- Sliacky, Ondrej 2014: "Vzdelávať srdce" - Účasť českých pedagógov pri utváraní slovenskej detskej literárnej kultúry. In: Myšlienkové toposy literatury v česko-slovenských souvislostech. Brno, 185–193.